# LF-30 Electrified
Lexus LF-30 Electrified – koncepcyjny samochód elektryczny marki Lexus, należącej do Toyota Motor Corporation. Auto zadebiutowało oficjalnie w 2019 roku na Tokyo Motor Show. LF-30 jest zapowiedzią tego, jak mają zmienić się pojazdy Lexusa do 2030 roku. 
Do napędu Lexusa LF-30 Electrified służą cztery silniki elektryczne umieszczone w każdym z kół. Łączna moc pojazdu wynosi 400 kW, a maksymalny moment obrotowy sięga 700 Nm. Samochód wyposażono w siedzenia wykorzystujące technologię sztucznych mięśni, by dopasować się do pasażera czy sterowanym głosem i gestami systemem rozszerzonej rzeczywistości, który wyświetla różnego rodzaju informacje i obrazy na szklanym dachu. W kierowaniu pojazdem pośredniczy układ steer-by-wire.